# Ніцца-Монферрато
Ніцца-Монферрато (італ. Nizza Monferrato, п'єм. Nissa Monfrà) — муніципалітет в Італії, у регіоні П'ємонт,  провінція Асті.
Ніцца-Монферрато розташована на відстані близько 470 км на північний захід від Рима, 65 км на південний схід від Турина, 19 км на південний схід від Асті.
Населення — 10 476 осіб (2014). Навколо муніципалітету розташована виноробна зона Ніцца, яка виробляє вино найвищої категорії якості — DOCG. Щорічний фестиваль відбувається 4 листопада. Покровитель — San Carlo Borromeo.

## Демографія
Населення за роками:

Станом на 1 січня 2023 року в муніципалітеті офіційно проживало 1369 іноземців з 57 країн, серед них 413 громадян країн Євросоюзу та 29 громадян України.

## Сусідні муніципалітети
- Каламандрана
- Кастель-Больйоне
- Кастельнуово-Бельбо
- Кастельнуово-Кальчеа
- Фонтаніле
- Інчиза-Скапаччино
- Момбаруццо
- Сан-Марцано-Олівето
- Вальйо-Серра
- Вінкьо

## Міста-побратими
- Савіньяно-суль-Рубіконе, Італія (1995)

## Галерея зображень

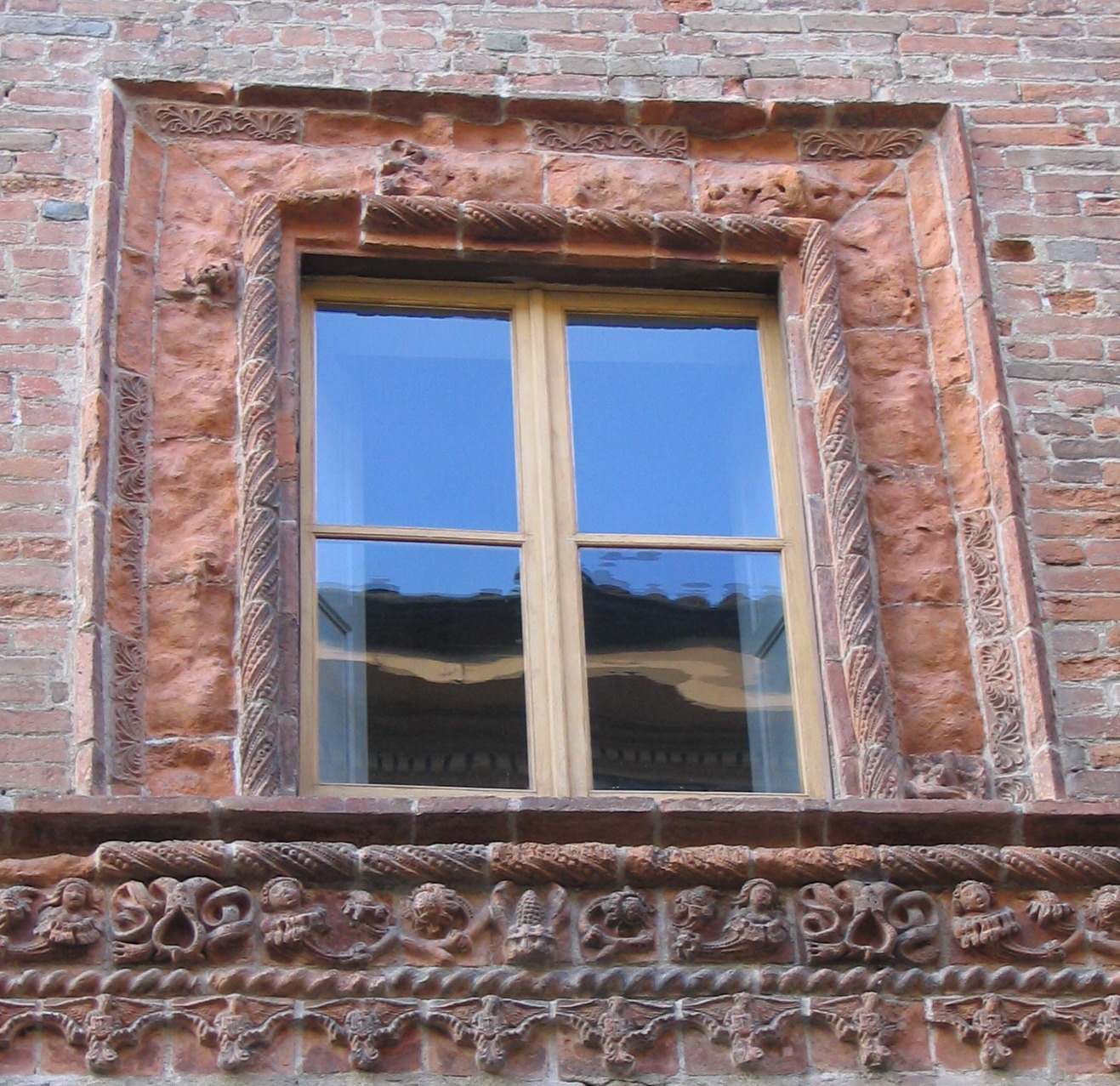
Palazzo Crova ravvicinato
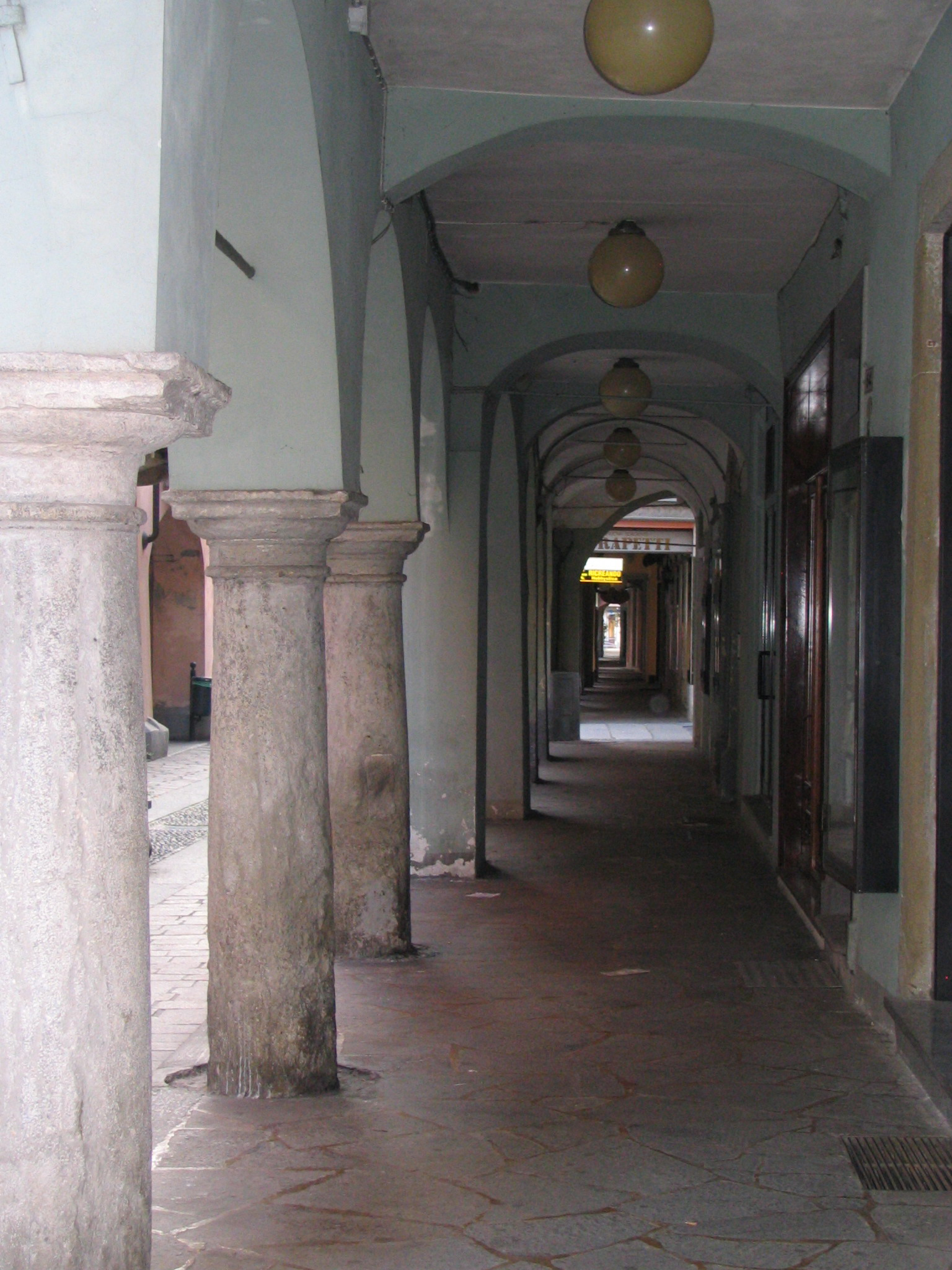
Via Maestra, i portici
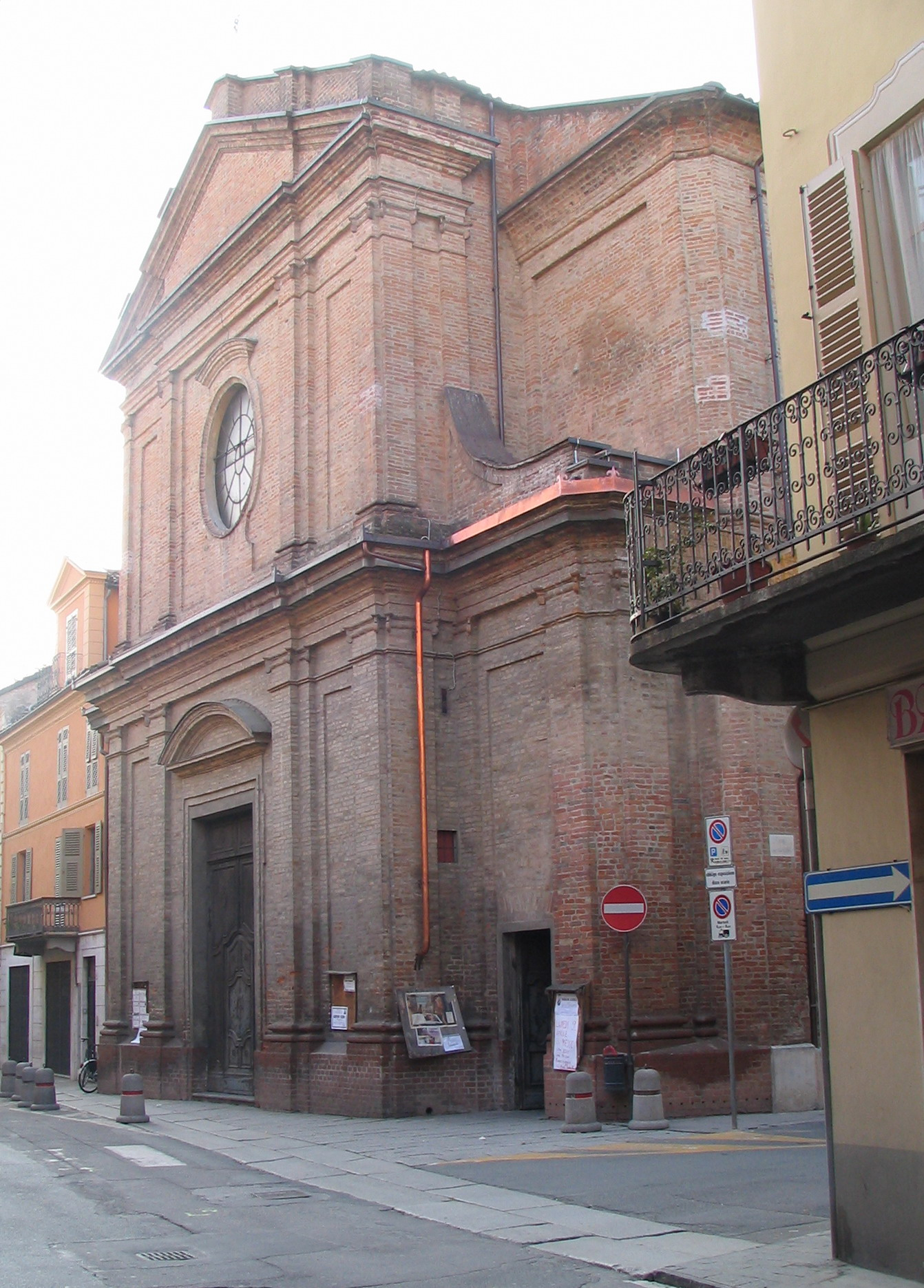
Chiesa di San Siro
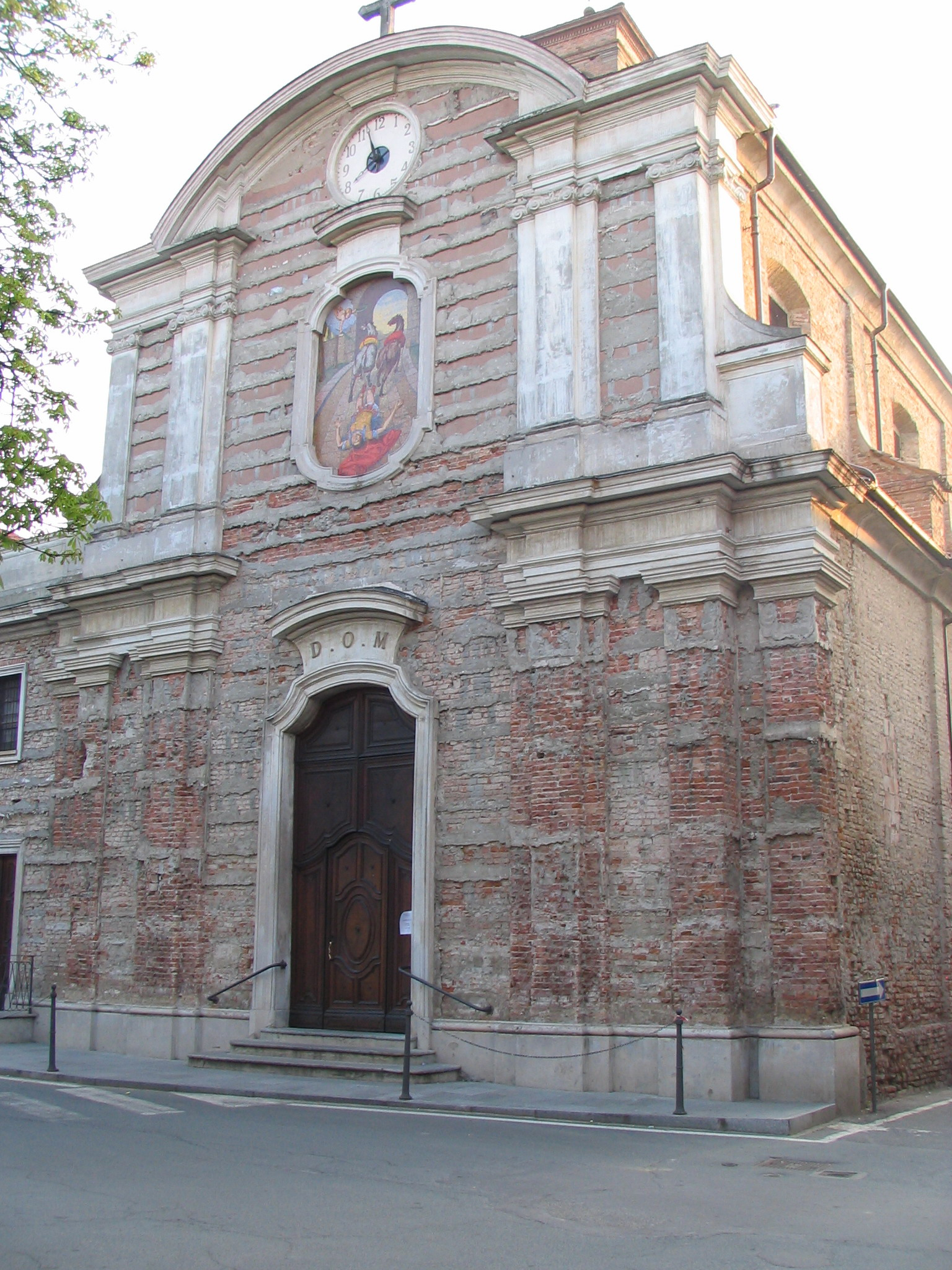
Chiesa di San Ippolito
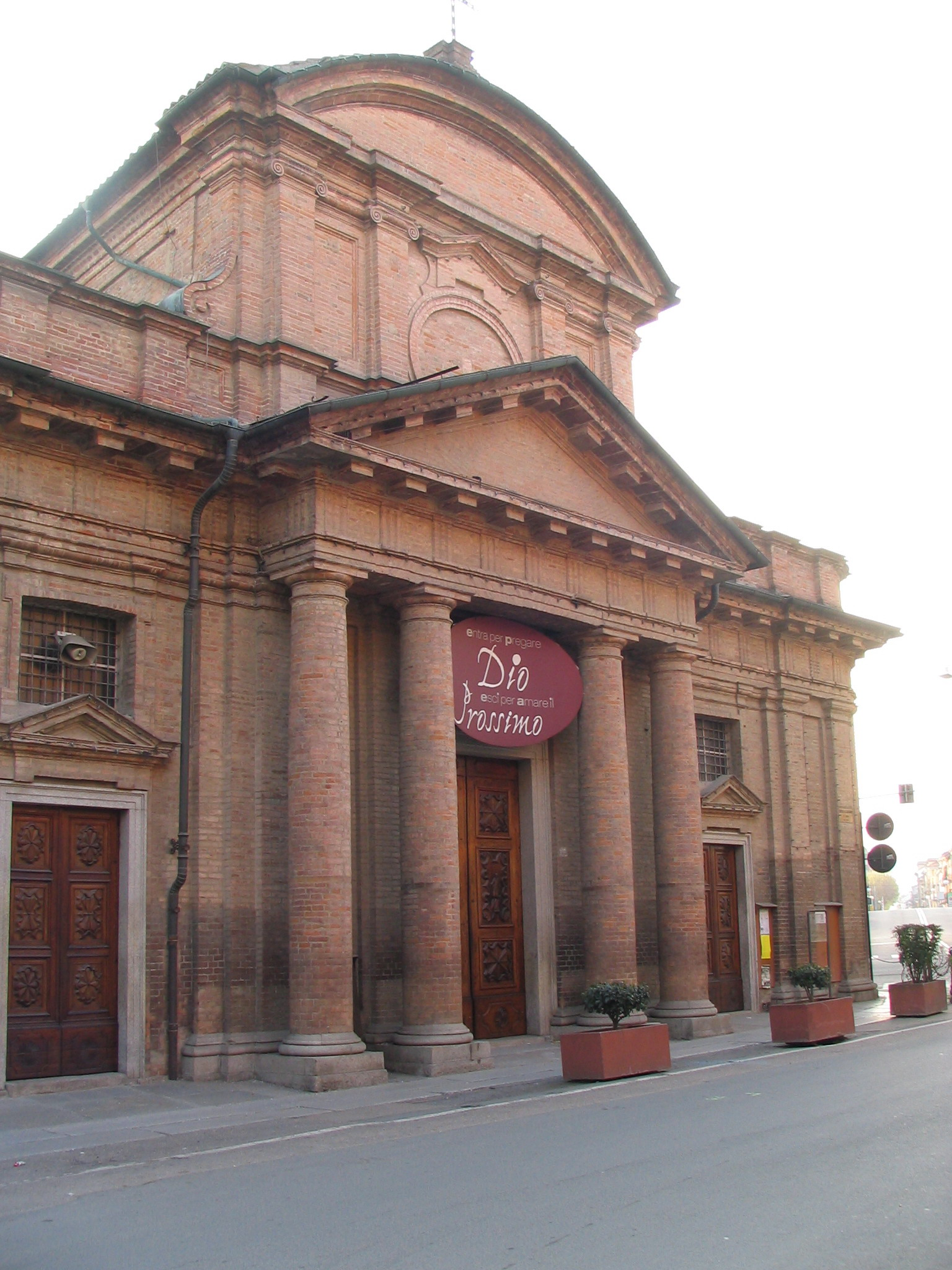
Chiesa di San Giovanni in Lanero